# Eudule basipuncta
Eudule basipuncta är en fjärilsart som beskrevs av W. Warren 1906. Eudule basipuncta ingår i släktet Eudule och familjen mätare. Inga underarter finns listade i Catalogue of Life.